# Festival internazionale del film di Roma 2014

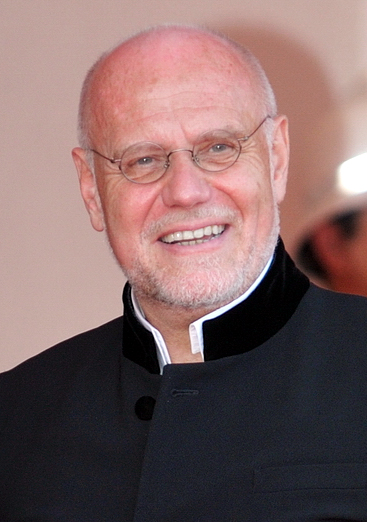
Il direttore artistico Marco Müller

La 9ª edizione del Festival internazionale del film di Roma ha avuto luogo a Roma dal 16 al 25 ottobre 2014 presso l'Auditorium Parco della Musica.
È la terza edizione sotto la direzione artistica di Marco Müller. Per la prima volta nella sua storia, da questa edizione il festival non è più competitivo e i premi vengono assegnati esclusivamente dal pubblico.

La manifestazione è stata aperta dal film Soap opera di Alessandro Genovesi, mentre la chiusura è stata affidata al film Andiamo a quel paese di Salvatore Ficarra e Valentino Picone.
Madrina dell'edizione è stata Nicoletta Romanoff.

## Selezione ufficiale[2]

### Gala
- Soap opera di Alessandro Genovesi (Italia) - film d'apertura
- Buoni a nulla di Gianni Di Gregorio (Italia)
- Eden di Mia Hansen-Løve (Francia)
- Escobar (Escobar: Paradise Lost) di Andrea Di Stefano (Francia/Spagna/Belgio/Panama)
- Giulio Cesare - Compagni di scuola di Antonello Sarno (Italia)
- L'amore bugiardo - Gone Girl (Gone Girl) di David Fincher (Stati Uniti d'America)
- Kamisama no iutoori di Takashi Miike (Giappone)
- The Knick di Steven Soderbergh (Stati Uniti)
- #ScrivimiAncora (Love, Rosie) di Christian Ditter (Germania)
- Il segreto del suo volto (Phoenix) di Christian Petzold (Germania)
- Spandau Ballet - Il film - Soul Boys of the Western World (Soul Boys of the Western World) di George Hencken (Regno Unito)
- Still Alice di Richard Glatzer e Wash Westmoreland (Stati Uniti)
- Trash di Stephen Daldry (Regno Unito)
- Tre tocchi di Marco Risi (Italia)
- Andiamo a quel paese di Salvatore Ficarra e Valentino Picone (Italia) - film di chiusura

#### In collaborazione con Alice nella città
- Black or White di Mike Binder (Stati Uniti)
- Kahlil Gibran's The Prophet di Roger Allers, Gaëtan e Paul Brizzi, Tomm Moore, Nina Paley, Bill Plympton, Joann Sfar, Michal Socha, Joan C. Gratz & Mohammed Saeed Harib (Canada/Francia/Libano/Qatar/Stati Uniti)
- Lo straordinario viaggio di T.S. Spivet (The Young and Prodigious Spivet) di Jean-Pierre Jeunet (Francia/Canada)

### Cinema d'Oggi
- Angely revolucii di Aleksej Fedorčenko (Russia)
- Biagio di Pasquale Scimeca (Italia)
- Dólares De Arena di Laura Amelia Guzman Conde e Israel Cardenas (Repubblica Dominicana, Argentina, Messico)
- La foresta di ghiaccio di Claudio Noce (Italia)
- Itar El-Layl di Tala Hadid (Regno Unito, Francia, Marocco)
- Lucifer di Gust Van den Berghe (Belgio, Messico)
- Die lügen der sieger di Christoph Hochhäusler (Germania)
- Lulu di Luis Ortega (Argentina)
- Os Maias - Episódios da vida romantica di João Botelho (Portogallo)
- Mauro di Hernán Rosselli (Argentina)
- Milionari di Alessandro Piva (Italia)
- NN di Héctor Gálvez (Perù, Francia, Germania)
- Obra di Gregorio Graziosi (Brasile)
- Gli invisibili (Time Out of Mind) di Oren Moverman (Stati Uniti)
- Shier gongmin di Xu Ang (Cina)
- Wir sind jung. Wir sind stark. di Burhan Qurbani (Germania)

#### Fuori concorso
- Já Visto Jamais Visto di Andrea Tonacci (Brasile)
- Ragazzi di Raul Perrone (Argentina)
- Ato, atalho e vento di Marcelo Masagão (Brasile)

### Mondo Genere
- A Girl Walks Home Alone at Night di Ana Lily Amirpour (Stati Uniti)
- Haider di Vishal Bhardwaj (India)
- Lo sciacallo - Nightcrawler (Nightcrawler) di Dan Gilroy (Stati Uniti)
- When I was alive di Marco Dutra (Brasile)
- Next time I'll aim for the heart di Cédric Anger (Francia)
- Stonehearst Asylum di Brad Anderson (Stati Uniti)
- Tusk di Kevin Smith (Stati Uniti)

### Prospettive Italia
- Fino a qui tutto bene di Roan Johnson
- Index Zero di Lorenzo Sportiello
- Last Summer di Leonardo Guerra Seràgnoli
- Due volte delta di Elisabetta Sgarbi
- Largo baracche di Gaetano Di Vaio
- Looking for Kadija di Francesco G. Raganato
- Meno male è lunedì di Filippo Vendemmiati
- Roma Termini di Bartolomeo Pampaloni

### Eventi speciali
- Jia Zhangke, un gars de Fenyang di Walter Salles (Brasile, Francia)
- Chen Jialing di Tian Ye e Gu Yugao (Cina)
- 27 aprile 2014 - Racconto di un evento di Luca Viotto (Italia)
- Il mio amico Nanuk (Midnight Sun) di Roger Spottiswoode (Italia, Canada, Stati Uniti)
- La spia - A Most Wanted Man (A Most Wanted Man) di Anton Corbijn (Stati Uniti)
- My Italian Secret di Oren Jacoby (Stati Uniti)
- Ne ho fatte di tutti i colori di Marco Spagnoli (Italia)
- Ore 12 di Toni D'Angelo (Italia)
- L'orologio di Monaco di Mauro Caputo (Italia)
- A Rose Reborn di Park Chan-wook (Italia)
- Viaggio nell'animo dei figli della Shoa di Beppe Tufarulo (Italia)
- L'altro Adamo di Pasquale Squitieri (Italia)

## Premi
Per la prima volta nella storia del Festival, in questa edizione i premi verranno assegnati esclusivamente dal pubblico.
- Premio BNL del pubblico al miglior film: Trash di Stephen Daldry
- Premio del Pubblico - Cinema d'Oggi: Shier gongmin di Xu Ang
- Premio del Pubblico - Mondo Genere: Haider di Vishal Bhardwaj
- Premio del Pubblico - Cinema Italia (Fiction): Fino a qui tutto bene di Roan Johnson
- Premio del Pubblico - Cinema Italia (Documentario): Looking for Kadija di Francesco G. Raganato
- Premio TAODUE Camera d'Oro alla migliore opera prima: 
  - Andrea Di Stefano regista di Escobar (Gala)
  - Laura Hastings-Smith produttrice di X+Y di Morgan Matthews (Alice nella città)
  - Menzione speciale: Last Summer di Leonardo Guerra Seràgnoli (Prospettive Italia)
- Premio DOC/IT al Migliore Documentario italiano:
  - Largo Baracche di Gaetano Di Vaio (Prospettive Italia)
  - Menzione speciale a Roma Termini di Bartolomeo Pampaloni (Prospettive Italia)
- Marc'Aurelio alla Carriera: Walter Salles
- Maverick Director Award: Takashi Miike
- Marc'Aurelio Acting Awards: Tomas Milian
- Marc'Aurelio del Futuro: Aleksej Fedorčenko

### Premi collaterali
- Premio Farfalla d'Oro Agiscuola: L'amore bugiardo - Gone Girl di David Fincher
- The SIGNIS Award - Ente dello Spettacolo:
  - Fino a qui tutto bene di Roan Johnson e Wir sind jung. Wir sind stark. di Burhan Qurbani (ex aequo)
  - Menzione speciale: Biagio di Pasquale Scimeca
- L.A.R.A. (Libera Associazione Rappresentanza di Artisti) al Miglior Interprete Italiano:
  - Marco Marzocca per il film Buoni a nulla di Gianni Di Gregorio
  - Menzione speciale a Silvia D'Amico per il film Fino a qui tutto bene di Roan Johnson
- Premio AIC 2014 per la Migliore Fotografia: Luis David Sansans per Escobar di Andrea Di Stefano
- Premio AMC al Miglior Montaggio: Julia Karg per Wir sind jung. Wir sind stark. di Burhan Qurbani
- Premio al Miglior Suono - A.I.T.S.: Last Summer di Leonardo Guerra Seràgnoli
- Premio La Chioma di Berenice - al Miglior Truccatore: Simona Castaldi per Soap opera di Alessandro Genovesi
- Premio La Chioma di Berenice - al Miglior Acconciatore:  Fabio Lucchetti per Soap opera di Alessandro Genovesi
- Premio Akai International Film Fest: Fino a qui tutto bene di Roan Johnson
- Green Movie Award: Biagio di Pasquale Scimeca
- Premio Critica Sociale "Sorriso Diverso Roma 2014": 
  - Film italiano: Biagio di Pasquale Scimeca
  - Film straniero: Wir sind jung. Wir sind stark. di Burhan Qurbani